# Leopold Vander Kelen
Léopold François Vander Kelen (Edingen, 6 juni 1813 - Leuven, 3 april 1895) was een liberaal Leuvens politicus en van 1872 tot 1895 de burgemeester van deze stad.

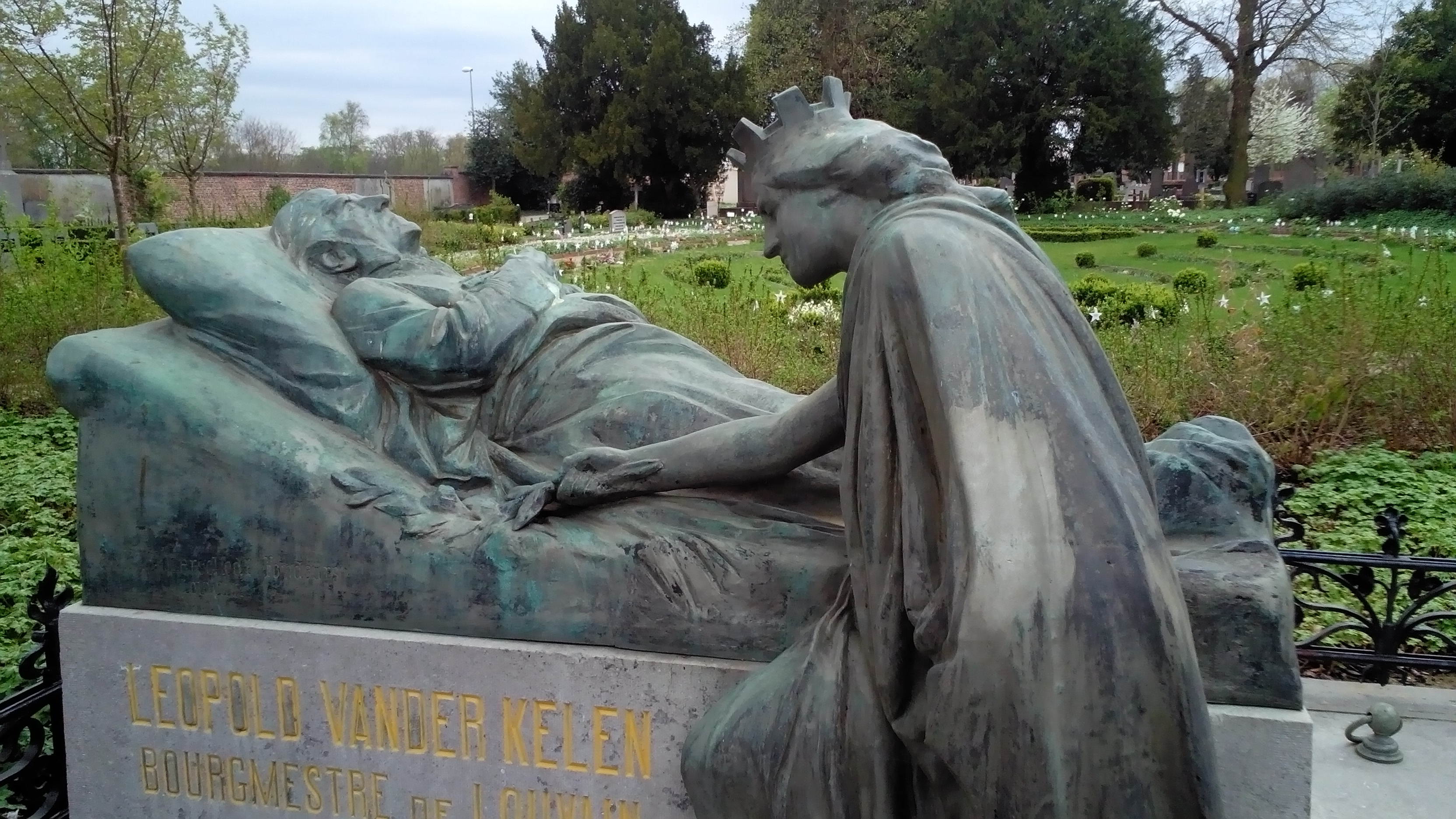
Grafzerk Leopold Vander Kelen

Vander Kelen was gehuwd met Anne-Marie Josine Mertens (1818-1906). Hij verwierf in 1858 het universitair college van Savoye, een pand uit 1551 aan de Savoyestraat. Het herenhuis werd in 1919 het Stedelijk Museum Vander Kelen Mertens, met een collectie die daarvoor op het Stadhuis was opgebouwd, en zette zijn geschiedenis verder vanaf 2009 in deze van het op de locatie gelegen Museum M.
In 1889 kocht hij het Hof van Kiezegem, een pachthoeve in Kiezegem met een rijke geschiedenis en een grote brouwerij, waar elke dag zeventien volgeladen bierkarren vertrokken, getrokken door spanpaarden om de omliggende dorpen van bier te voorzien.
Burgemeester Vander Kelen ligt begraven op een ereplaats in de stadsbegraafplaats van Leuven. Zijn grafmonument is ontworpen door zijn vriend de kunstenaar Jef Lambeaux. De naar hem genoemde Leopold Vanderkelenstraat huisvest de hoofdingang van Museum M en verbindt in Leuven het Monseigneur Ladeuzeplein met de Universiteitsbibliotheek met de centrale Bondgenotenlaan en Diestsestraat.